# 硫酸リチウム
硫酸リチウム（りゅうさんリチウム、lithium sulfate）は組成式Li2SO4で表されるリチウムの硫酸塩である。

## 製法
炭酸リチウムを希硫酸に溶解し、濃縮すると1水和物Li2SO4·H2Oの結晶が析出する。
{\displaystyle {\ce {Li2CO3\ + H2SO4 -> Li2SO4\ + CO2\ + H2O}}}

## 性質
無色結晶であり、水に易溶で無水物は強い吸湿性を有するが、エタノールおよびジエチルエーテルにはほとんど不溶である。
無水物は単斜晶系のα型が安定であり、他に六方晶系、斜方晶系および、立方晶系の多形が存在する。また600℃以上では六方晶系に相転移する。
水溶液からは1水和物が析出し、1水和物は単斜晶系の無色結晶で130℃で結晶水を失う。水に対する溶解度は温度の上昇と共に減少し、0℃では飽和溶液100g中に26.5gまで溶解するが、100℃では飽和溶液100g中に23.6gまでしか溶解しない。これは1水和物の溶解熱が発熱的であるためである。(ΔHsoln = −16.6 kJ mol−1)
結晶は圧電効果を示すが水溶性であるため圧電素子としての使用は研究分野などに限定される。